# Poa bolanderi
Poa bolanderi es una especie botánica de pastos de la subfamilia Pooideae. Es originaria del oeste de Norteamérica, desde Columbia Británica a Utah y California, donde es un residente del hábitat de montaña, sobre todo de los bosques de pino y abeto. 

## Descripción
Es una hierba anual que crece en grupos, alcanzando un tamaño de hasta 60 centímetros de altura. La inflorescencia ocupa los primeros 10 a 15 centímetros del tallo. Es estrecha en flor, aplanada, con un crecimiento paralelo al tallo. A medida que el fruto se desarrolla las ramas van hacia fuera, convirtiéndose en perpendicular al tallo,  caídas. Las ramas tienen pocas espiguillas y espaciadas.

## Taxonomía
Poa bolanderi fue descrita por George Vasey y publicado en Botanical Gazette 7(3): 32–33. 1882.
Etimología
Poa: nombre genérico derivado del griego poa = (hierba, sobre todo como forraje).
El epíteto específico bolanderi se otorgó en honor de  Henry Nicholas Bolander que recogió la especie tipo en el Parque nacional de Yosemite en 1866.
Sinonimia
- Poa bolanderi subsp. bolanderi
- Poa bolanderi var. chandleri (Vasey) Piper
- Poa bolanderi subsp. chandleri (Burtt Davy) Piper
- Poa horneri H.St.John
- Poa howellii var. chandleri Vasey[3]